# Elodes modesta
Elodes modesta es una especie de coleóptero de la familia Scirtidae.

## Distribución geográfica
Habita en Alemania.